# Vuelta a La Rioja 2011
La Vuelta a La Rioja 2011, cinquantunesima edizione della corsa e valida come evento del circuito UCI Europe Tour 2011 categoria 1.1, fu disputata il 24 aprile 2011, per un percorso totale di 198 km. Fu vinta dallo spagnolo Imanol Erviti, al traguardo con il tempo di 4h51'42" alla media di 40,727 km/h.
Al traguardo 91 ciclisti portarono a termine il percorso.

## Squadre e corridori partecipanti
| N.      | Cod. | Squadra                     |
| ------- | ---- | --------------------------- |
| 1-8     | MOV  | Movistar Team               |
| 11-18   | EUS  | Euskaltel-Euskadi           |
| 21-28   | GEO  | Geox-TMC                    |
| 31-38   | ACG  | Andalucía-Caja Granada      |
| 41-48   | CJR  | Caja Rural                  |
| 51-58   | VMC  | Burgos 2016-Castilla y Leon |
| 61-68   | ORB  | Orbea Continental           |
| 71-78   | PRT  | Tavira-Prio                 |
| 81-88   | EPM  | EPM-UNE                     |
| 91-98   | BEF  | Barbot-Efapel               |
| 101-108 | BOA  | Onda-Boavista               |
| 111-118 | KTM  | KTM-Murcia                  |

## Ordine d'arrivo (Top 10)
| Pos. | Corridore           | Squadra       | Tempo    |
| ---- | ------------------- | ------------- | -------- |
| 1    | Imanol Erviti       | Movistar Team | 4h51'42" |
| 2    | Juan Pablo Suárez   | EPM-UNE       | s.t.     |
| 3    | Giovanni Báez       | EPM-UNE       | a 2"     |
| 4    | Andrey Amador       | Movistar Team | a 8"     |
| 5    | Daniele Ratto       | Geox-TMC      | s.t.     |
| 6    | Fabio Felline       | Geox-TMC      | s.t.     |
| 7    | José Iván Gutiérrez | Movistar Team | s.t.     |
| 8    | Santiago Pérez      | Barbot-Efapel | s.t.     |
| 9    | Filipe Cardoso      | Barbot-Efapel | s.t.     |
| 10   | Sergio Sousa        | Barbot-Efapel | s.t.     |